# Nicolò Caranza
Nicolò Caranza o Carranza (Varese Ligure, 1641 – Borgo San Donnino, 25 novembre 1697) è stato un vescovo cattolico italiano.

## Biografia
Appartenente ad una nobile famiglia ligure di origini spagnole, fu prima uditore del cardinale Giambattista Spinola e poi vescovo di Borgo San Donnino.
Fu ordinato sacerdote il 29 marzo 1664; l'anno precedente aveva conseguito la laurea in entrambe le leggi.
Il fratello Achille fu podestà di Levanto ed il nipote Giuseppe Maria Caranza  fu ministro di Parma presso la Corte napoletana.
Ricordato per l'edificazione dell'edificio destinato a ospitare il seminario diocesano, è sepolto nella cattedrale di Fidenza dove una lapide ricorda le sue benemerenze.